# Fanny Lú
Fanny Lú, of vaker Fanny Lu, pseudoniem van Fanny Lucía Martínez Buenaventura (Cali, 8 februari 1973), is een Colombiaanse zangeres. Haar muziekstijl is te karakteriseren als latin, tropical en vallenato.

## Carrière
Fanny Lú's debuutalbum Lágrimas cálidas ('hete tranen') kwam uit in 2006. Er kwamen twee singles uit voort: No te pido flores ('ik vraag je niet om bloemen') en Y si te digo ('en als ik je vertel'). Het album stond enige tijd op nummer 1 in de Billboard Hot 100, evenals de singles.

## Discografie

### Studioalbums
- Lágrimas cálidas (2006)
- Dos (2008)
- Felicidad y perpetua (2011)